# Nam Cực (chòm sao)
Chòm sao Nam Cực 南極, (tiếng La Tinh: Octans) là một trong 88 chòm sao hiện đại, mang hình ảnh dụng cụ đo và định hướng kính bát phân.
Chòm sao này có diện tích 291 độ vuông, nằm quanh thiên cực của thiên cầu nam, chiếm vị trí thứ 50 trong danh sách các chòm sao theo diện tích.
Chòm sao Nam Cực nằm kề các chòm sao Đỗ Quyên, Ấn Đệ An, Khổng Tước, Thiên Yến, Yển Diên, Sơn Án, Thủy Xà.

## Thiên thể
Các thiên thể đáng quan tâm
- Sao σ Oct, sao Nam Cực
- Sao đôi λ Oct
- Sao biến đổi ε Oct